# Decisió a Sundown
 Decisió a Sundown  (títol original en anglès: Decision at Sundown) és un western estatunidenc de Budd Boetticher, estrenada el 1957. Ha estat doblat al català.

## Argument[2]
Bart Allison (Randolph Scott), un texà que va lluitar a la Guerra de Secessió (1861-1865) s'uneix a un company que ha descobert la ciutat on es troba Tate Kinsbrough (John Carroll) que Allison busca des de fa 3 anys, per matar-lo. Els dos còmplices entren a ciutat per complir la seva tasca. Però aquesta ciutat, totalment sota el control de Kinsbrough, es prepara per celebrar el mateix dia el matrimoni d'aquest últim...

## Repartiment
- Randolph Scott: Bart Allison
- John Carroll: Tate Kimbrough
- Karen Steele: Lucy Summerton
- Valerie French: Ruby James
- Noah Beery Jr.: Sam
- John Archer: Doctor Storrow
- Andrew Duggan: Xèrif Swede Hansen
- James Westerfield: Otis
- John Litel: Charles Summerton
- Ray Teal: Morley Chase
- Vaughn Taylor: El barber
- Richard Deacon: Zaron
- H. M. Wynant: "L'Espanyol"
- Guy Wilkerson: Abe
- Frank Chase: un dels homes de Morley
- Frank Scannell: un des homes de Morley
- Reed Howes: un dels homes de Morley
- Shirley Jocelyn: Lillian

## Al voltant de la pel·lícula
- És el tercer film de Budd Boetticher on actua Randolph Scott, després de  Seven Men from Now i Presa valuosa.